# Griptonite Games
Griptonite Games est une société de développement de jeux vidéo américaine basée à Kirkland (Washington). Elle faisait partie intégrante de la société Foundation 9 Entertainment, et était anciennement connue sous le nom de Amaze Entertainment. Elle est désormais intégrée à Glu Mobile.

## Histoire
Steve Ettinger a créé la Seattle division of Realtime Associates en février 1994. Après cinq ans et demi de développement sur consoles vidéo, la Seattle division a été racheté par KnowWonder, Inc en novembre 1999. 
Le but de la société Griptonite était de développer ses propres jeux vidéo sur Game Boy Color, Game Boy Advance, et éventuellement Nintendo DS.
En 2005, la branche Griptonite s'est retirée et tous les jeux qui ont été produits par le studio sont licenciés sous la branche Amaze Entertainment. En 2007, Amaze Entertainment a été racheté par Foundation 9 Entertainment. En 2008, Foundation 9 a relancé la branche Griptonite; bien que le nom n'ait plus été publié depuis 2005, la société était considérée comme une filiale de Foundation 9 dans l'industrie vidéoludique. En juillet 2009, Griptonite obtient un nouveau studio augmentant les possibilités de développer des jeux vidéo sur toutes consoles confondues. J.C. Connors est à la tête du studio.
Le 2 août 2011, Glu Mobile, éditeur américain spécialisé dans le développement sur mobile, rachète Griptonite Games. Le studio qui comptait environ 200 employés permet de doubler l'équipe de développement de Glu Mobile.

## Jeux vidéo
| Titre                                                                  | Console(s)                                   | Date de parution |
| ---------------------------------------------------------------------- | -------------------------------------------- | ---------------- |
| Shinobi                                                                | Nintendo 3DS                                 | Fin 2011         |
| Marvel Super Hero Squad : Comic Combat                                 | PlayStation 3 / Xbox 360 / Wii               | Fin 2011         |
| Les pingouins de Madagascar : Le Docteur Blowhole est de retour        | PlayStation 3 / Xbox 360 / Wii / Nintendo DS | automne 2011     |
| Captain America : Super Soldat                                         | Nintendo DS                                  | juillet 2011     |
| Green Lantern : La Révolte des Manhunters                              | Wii / Nintendo DS / Nintendo 3DS             | juillet 2011     |
| Kung Fu Panda 2                                                        | Xbox 360 / PlayStation 3 / Wii / Nintendo DS | mai 2011         |
| Marvel Super Hero Squad : Le Gant de l'infini                          | Xbox 360 / PlayStation 3 / Wii               | novembre 2010    |
| Les Pingouins de Madagascar                                            | Nintendo DS                                  | novembre 2010    |
| Wheel of Fortune                                                       | Nintendo DS                                  | novembre 2010    |
| Ben 10 : Ultimate Alien : Cosmic Destruction                           | Nintendo DS                                  | octobre 2010     |
| Spider-Man : Dimensions                                                | Nintendo DS                                  | septembre 2010   |
| Iron Man 2                                                             | Nintendo DS                                  | avril 2010       |
| Shrek 4 : Il était une fin                                             | Nintendo DS                                  | mars 2010        |
| Dragons                                                                | Nintendo DS                                  | mars 2010        |
| Percy Jackson : Le Voleur de foudre                                    | Nintendo DS                                  | février 2010     |
| La Princesse et la Grenouille                                          | Wii / Nintendo DS / PC                       | janvier 2010     |
| Max et les Maximonstres                                                | Xbox 360 / PlayStation 3 / Wii / Nintendo DS | décembre 2009    |
| Assassin's Creed: Bloodlines                                           | PlayStation Portable                         | novembre 2009    |
| Assassin's Creed II: Discovery                                         | Nintendo DS                                  | novembre 2009    |
| My Perfect Prom                                                        | Nintendo DS                                  | octobre 2009     |
| Women's Murder Club: Games of Passion                                  | Nintendo DS                                  | octobre 2009     |
| Indiana Jones et le Sceptre des rois                                   | PlayStation Portable                         | juin 2009        |
| X-Men Origins: Wolverine                                               | PlayStation Portable / Nintendo DS           | mai 2009         |
| Monstres contre Aliens                                                 | Nintendo DS                                  | mars 2009        |
| Madagascar 2                                                           | Nintendo DS                                  | novembre 2008    |
| Spore Creatures                                                        | Nintendo DS                                  | septembre 2008   |
| Age of Empires: Mythologies                                            | Nintendo DS                                  | novembre 2008    |
| Neopets Puzzle Adventure                                               | Nintendo DS                                  | novembre 2008    |
| Ben Stein: It's Trivial                                                | iPhone                                       | novembre 2008    |
| Spider-Man : Le Règne des ombres                                       | Nintendo DS                                  | octobre 2008     |
| Mystery Case Files: MillionHeir                                        | Nintendo DS                                  | septembre 2008   |
| Chimps Ahoy!                                                           | iPhone                                       | octobre 2008     |
| Mes Amis Disney                                                        | Nintendo DS                                  | février 2008     |
| Les Simpson, le jeu                                                    | Nintendo DS                                  | octobre 2007     |
| The Legend of Spyro: The Eternal Night                                 | Game Boy Advance                             | 2007             |
| Call of Duty : Les Chemins de la victoire                              | PlayStation Portable                         | 2007             |
| Pirates des Caraïbes : Jusqu'au bout du monde                          | Nintendo DS                                  | 2007             |
| Bionicle Heroes                                                        | Nintendo DS, Game Boy Advance                | 2006             |
| Eragon                                                                 | Nintendo DS, Game Boy Advance                | 2006             |
| Lego Star Wars 2 : La Trilogie originale                               | Nintendo DS, Game Boy Advance                | 2006             |
| L'Âge de glace 2                                                       | Game Boy Advance                             | 2006             |
| Pirates des Caraïbes : Le Secret du coffre maudit                      | Nintendo DS, Game Boy Advance                | 2006             |
| Le Monde de Narnia : Le Lion, la Sorcière blanche et l'Armoire magique | Nintendo DS, Game Boy Advance                | 2005             |
| Spyro Shadow Legacy                                                    | Nintendo DS                                  | 2005             |
| Les Sims 2                                                             | Nintendo DS, Game Boy Advance                | 2005             |
| Lego Star Wars, le jeu vidéo                                           | Game Boy Advance                             | 2005             |
| Robots                                                                 | Nintendo DS, Game Boy Advance                | 2005             |
| The Urbz: Sims in the City                                             | Nintendo DS, Game Boy Advance                | 2004             |
| Le Seigneur des Anneaux : Le Tiers-Âge                                 | Game Boy Advance                             | 2004             |
| Digimon Racing                                                         | Game Boy Advance                             | 2004             |
| Crushed Baseball                                                       | Game Boy Advance                             | 2004             |
| Harry Potter et le Prisonnier d'Azkaban                                | Game Boy Advance                             | 2004             |
| Les Sims : Permis de sortir                                            | Game Boy Advance                             | 2003             |
| 007 : Quitte ou double                                                 | Game Boy Advance                             | 2003             |
| Le Seigneur des anneaux : Le Retour du roi                             | Game Boy Advance                             | 2003             |
| Daredevil                                                              | Game Boy Advance                             | 2003             |
| Harry Potter et la Chambre des secrets                                 | Game Boy Color                               | 2002             |
| Le Seigneur des anneaux : Les Deux Tours                               | Game Boy Advance                             | 2002             |
| Harry Potter à l'école des sorciers                                    | Game Boy Color                               | 2001             |
| All-Star Baseball                                                      | Game Boy Color                               | 2000             |
| NHL Hockey                                                             | Sega Game Gear                               | 1995             |